# مسح اجتيازي
المسح الاجتيازي هو أسلوب في مجال المسح لإنشاء شبكات المراقبة. كما انها تستخدم في مسح الأرض. شبكات اجتياز تنطوي تضع محطات المسح على طول خط أو مسار الرحلة، وبعد ذلك بالنقاط التي شملتها الدراسة سابقا قاعدةً للمراقبة النقطة التالية. شبكات اجتياز لها العديد من المزايا. المسح الاجتيازي هو أكثر دقة من التثليث الزاوي الخطي (triangulateration) (وظيفة الجمع بين ممارسة التثليث الزاوي والتثليث الخطي).

## أنواع المسح الاجتيازي
هناك ثلاث أنواع من المسح الاجتيازي:
- المسح الاجتيازي المغلق: وهو الذي تنطبق نقطة البداية عنده على نقطة النهاية وهو أفضل أنواع المسح الاجتيازي.
- المسح الاجتيازي المفتوح: وهو الترافرس الذي لا ينتهى عند النقطة التي بدأ منها وللتحقق منه يتم إجراء جميع أعمال القياسات في الاتجاه المعاكس.
- المسح الاجتيازي الموصل: وهو يبدأ من نقطتين معلومتين الاحداثيات وينتهى إلى نقطتين معلومتى الاحداثيات.

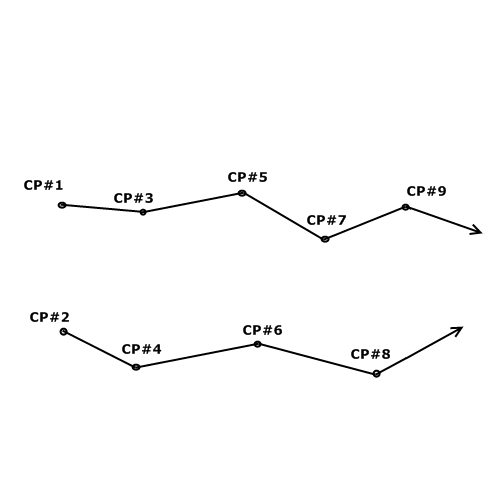
مخطط لمسح اجتيازي مفتوح

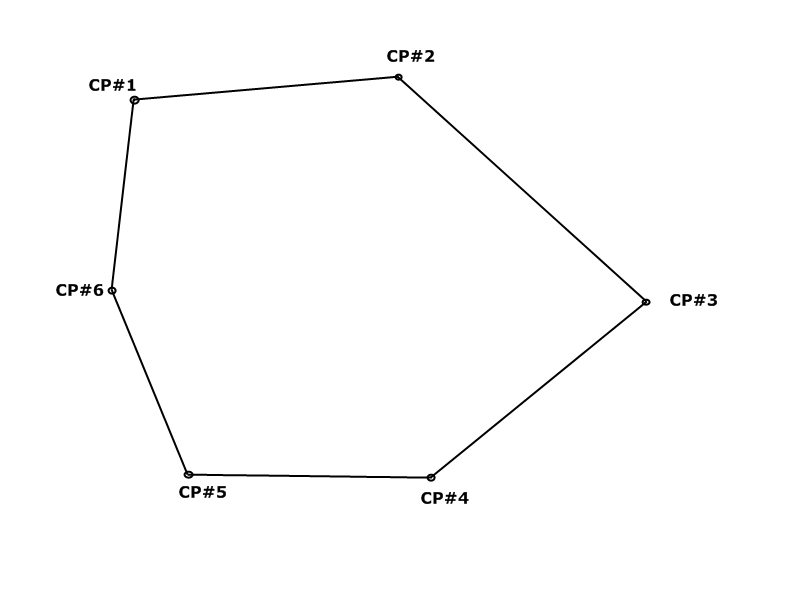
مخطط لمسح اجتيازي مغلق

## العمل الميداني
ويتمثل العمل الميداني في عمل رسم كروكي للمنطقة واختيار المواقع التي سيتم فيها وضع نقاط المسح الاجتيازي بحيث ترى كل نقطة النقطة التي تسبقها والنقطة التي تليها وبعد تثبيت النقاط يتم إجراء القياسات اللازمة وهي كالتالي:
- قياس جميع الزوايا الأفقية المحصورة بين أضلاع المسح الاجتيازي.
- قياس أطوال أضلاع الترافيرس من خلال قياس المسافات المحصورة بين النقاط والتي تمثل حدود المسح الاجتيازي.
- قياس انحراف أي ضلع من أضلاع المسح الاجتيازي عن اتجاه الشمال المغناطيسي باستخدام البوصلة حتى يتم من خلاله حساب انحرافات باقي الأضلاع.